# Guerra Austroprussiana
La guerra Austroprussiana o guerra de les Set Setmanes (en alemany Deutscher Krieg o guerra Alemanya) va ser una guerra lliurada el 1866 entre la Confederació Alemanya dirigida per l'Imperi austríac i els seus aliats alemanys en un costat i el Regne de Prússia amb els seus aliats alemanys i Itàlia, per un altre, causada per la disputa sobre l'administració dels ducats de Slesvig i Holstein.

## La guerra

Batalles de la Tercera guerra de la independència italiana (marcades en vermell)

Després de les guerres napoleòniques, el Congrés de Viena de 1815 va restablir l'antic ordre entre les potències europees mitjançant la institucionalització de la Confederació Germànica, una aliança entre els estats alemanys i Àustria. L'origen de la guerra austroprussiana rau en les tensions creixents entre les dues grans potències germàniques pel que fa a la dominació de la Confederació.
La principal campanya de la guerra va ocórrer en Bohèmia. El Cap de l'Estat Major General prussià Helmuth von Moltke havia planejat meticulosament la guerra i va mobilitzar ràpidament l'exèrcit prussià, que es va reunir al llarg de la frontera de Prússia el mes de juny: l'Exèrcit de l'Elba comandat per Herwarth Karl von Bittenfeld a Torgau, el Primer Exèrcit de Frederic Carles de Prússia entre Senftenberg i Görlitz, i el Segon a Silèsia a l'oest de Neisse. L'exèrcit austríac de Ludwig von Benedek procedent de la frontera italiana es va concentrar a Olmütz, on l'exèrcit austríac es concentrava per a una invasió de Silèsia.
Tret de Saxònia, els altres estats alemanys aliats d'Àustria van tenir un paper molt petit en la campanya principal. L'exèrcit de Hannover va derrotar Prússia en la batalla de Langensalza el 27 de juny de 1866, però, als pocs dies, es van veure obligats a rendir-se per la superioritat numèrica. Exèrcits prussians van lluitar contra Baviera arribant a Nuremberg i Frankfurt. La fortalesa bavaresa de Würzburg va ser bombardejada per l'artilleria prussiana, però la guarnició va defensar la seva posició fins al dia d'armistici.
Els prussians van avançar a través de la frontera cap Saxònia i Bohèmia dirigits nominalment pel rei Guillem I de Prússia i van convergir i combatre a la batalla de Sadowa el 3 de juliol, amb victòria prussiana. Els austríacs es van veure obligats a enviar un dels seus tres cossos d'exèrcit d'Itàlia a Viena, mentre les forces restants es van concentrar a les defenses al voltant del Trentino i Isonzo.
El 5 de juliol, el govern italià va rebre notícies de la mediació de Napoleó III per a una solució de la situació, que permetria a Àustria mantenir Venècia. La situació era vergonyosa per a Itàlia, ja que les seves forces havien estat derrotades en l'única batalla fins ara. A mesura que els austríacs redistribuïen cada cop més tropes a Viena per defensar-la contra els prussians, Alfonso Ferrero della Marmora va ser instat a aprofitar la superioritat numèrica de la seva força, aconseguir una victòria i millorar la situació d'Itàlia a la taula de negociació. El 14 de juliol, durant un consell de guerra celebrat a Ferrara, es van decidir que Cialdini havia de dirigir l'exèrcit principal de 150.000 homes es dirigiria al Vènet, i della Marmora, amb uns 70.000 homes, fixaria les forces austríaques al Quadrilatero, mentre l'armada italiana, comandada per l'almirall Carlo di Persano, havia de sortir d'Ancona amb l'objectiu d'apoderar-se de Trieste i els voluntaris de Giuseppe Garibaldi (anomenats Cacciatori delle Alpi), reforçats per una divisió d'infanteria regular, havien d'avançar cap a Trentino, amb l'objectiu de capturar la seva capital, Trento. La batalla de Lissa va suposar una victòria decisiva de la força austríaca davant d'una esquadra italiana molt superior en la primera gran batalla naval en què van participar ironclads.
El 21 de juliol, Prússia va signar el preliminar tractat de Nikolsburg i mentre l'Exèrcit aprofitava la redistribució de les unitats austríaques al front nord, els voluntaris de Garibaldi, reforçats per unitats regulars, van guanyar terreny envaint el Trentino i van aconseguir una victòria a la batalla de Bezzecca i el principal exèrcit italià, liderat pel general Enrico Cialdini va arribar a Udine, mentre que un exèrcit secundari liderat pel general Alfonso La Marmora bloquejava les forces austríaques a les fortaleses del Quadrilatero. Després de l'armistici, els italians es van retirar del Trentino.

## Conseqüències

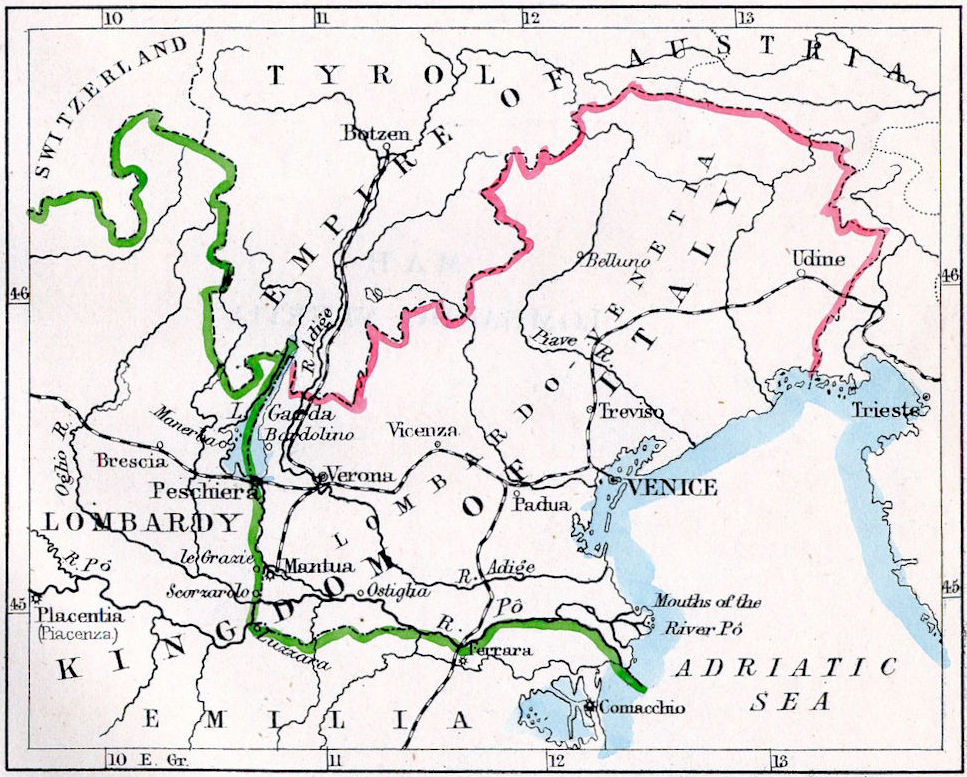
fronteres entre Itàlia i Àustria abans i després de la guerra

Amb la signatura de la Pau de Praga per part de Napoleó III de França, el principal resultat de la guerra va ser un canvi en el poder entre els estats alemanys tret d'Àustria i l'hegemonia del Regne de Prússia, i l'impuls cap a la unificació de tots els estats del nord d'Alemanya en una Alemanya Petita (Kleindeutschland) que excloïa Àustria. El 1867 es va crear la Confederació d'Alemanya del Nord, sota Guillem I de Prússia, integrada per 21 estats del Nord amb un govern federal amb Àustria exclosa.
La pau definitiva entre Itàlia i Àustria es va signar el 3 d'octubre pel Tractat de Viena, amb la mediació de Napoleó III. L'Imperi Austríac va reconèixer formalment el Regne d'Itàlia i va cedir Venècia (que comprenia Màntua, la vall del Vèneto i el Friül occidental) a l'Imperi Francès, que al seu torn la va cedir a Itàlia. Això va representar la dissolució definitiva del Regne Llombardovènet, ja que la Llombardia continental havia estat cedida al Regne de Sardenya-Piemont pel Tractat de Zuric el 1859.